# Добри момчета
„Добри момчета“ (на английски: Goodfellas) е американски биографичен криминален филм от 1990 г. на режисьора Мартин Скорсезе. Сценарият, написан от Скорсезе и Никълъс Пиледжи, е базиран на книгата на Пиледжи „Умникът. Или животът на едно мафиотско семейство.“ (на английски: Wiseguy: Life in a Mafia Family). Премиерата е на 11 септември 1990 г. на кинофестивала във Венеция, където Мартин Скорсезе получава Сребърен лъв за режисура, а по кината в САЩ филмът излиза на 19 септември 1990 г.

## Сюжет
Внимание:  Текстът по-долу разкрива сюжета на произведението (или части от него)!
| „ | Откакто се помня, винаги съм искал да бъда гангстер. За мен това означаваше много повече от това да бъда президент на Съединените щати. | “ |

Филмът започва през 1955 г. в Бруклин, където тийнейджърът Хенри Хил започва да работи за местни мафиоти на непълен работен ден на паркинг. Там Хенри среща онези, които ще бъдат негови приятели и съмишленици в продължение на много години: Пол Сисеро, главният мафиот в района, Джеймс „Джими“ Конуей, ирландско-американски гангстер и убиец, и Томи Де Вито, непълнолетен престъпник като самия Хенри. Хил започва кариерата си като продавач на крадени стоки за Джими и постепенно преминава към по-тежки престъпления.
През 60-те години на XX век Хенри, Джими и Томи предприемат кражби на автомобили, обират камиони от международното летище „Джон Ф. Кенеди“ и в крайна сметка извършват обир на Air France. Гангстерите водят див живот в нощни клубове, забавляват се с момичета, пият и играят карти. Хенри среща еврейско момиче, Карън Фридман, която първоначално е много загрижена за престъпните дейности на Хенри. Но по-късно Карън е съблазнена от бляскавия начин на живот на Хил и се омъжва за него, въпреки неодобрението на религиозните си родители.
През 1970 г. мафиотът Били Батс, наскоро освободен член на престъпното семейство Гамбино, обижда Томи в нощен клуб, собственост на Хенри. В отговор Томи и Джими убиват Батс и с помощта на Хенри скриват тялото на мафиота в северната част на щата Ню Йорк. Шест месеца по-късно Джими научава, че гробното място е планирано да бъде разработено, така че гангстерите изравят разлагащия се труп и го погребват другаде.
През 1974 г. Карън научава, че Хенри си е взел постоянна любовница Джанис Роси. Карън заплашва Хенри с пистолет, той я бие и напуска семейството. Но скоро Пол Сисеро и Джими идват при Хенри и го принуждават да се върне при Карън. Поли дава на Хенри и Джими задачата да съберат дълг от губещ картоиграч. Заплашвайки да хвърлят нещастника на лъв в местния зоопарк, гангстерите изпълняват заповедта на Пол Сисеро, но скоро са арестувани и получават 10 години затвор. За да издържа семейството си отвън, Хенри принуждава Карън да пренася наркотици от Питсбърг, които продава на други затворници.
Четири години по-късно Хенри е освободен условно и започва да разширява бизнеса си с наркотици с Джими и Томи, въпреки строгата забрана на Пол Сисеро. Джими организира екип, който да нахлуе в склад на Lufthansa на летище „Кенеди“ и да открадне шест милиона долара в брой и бижута. След като някои от членовете на бандата купуват скъпи артикули въпреки заповедите на Джими и камионът за бягство е открит от полицията, Джими безмилостно убива повечето от своите съучастници. Само Хенри и Томи оцеляват, тъй като Хенри прави пари чрез връзките си в Питсбърг и се очаква Томи да стане влиятелен човек. През 1979 г. обаче идва ред на Томи, защото той е убил мафиота Били Батс без разрешението на шефовете и не е „в течение“. Уж решават да „запознаят Томи със семейството“ и да го доведат в тихо имение, но вместо да се „присъедини към мафията“, психопатичният гангстер Де Вито получава куршум в главата.
До 1980 г. Хенри става наркоман. Той прави нова сделка с наркотици с партньорите си от Питсбърг, но е арестуван и хвърлен в затвора от агенти на DEA. След като го спасява, Карън обяснява, че е изхвърлила кокаин на стойност 60 000 долара в тоалетната, така че агентите на ФБР да не го намерят по време на акцията, но са  останали без пари. Хенри се обръща за помощ към Пол Сисеро, но той, ядосан от неподчинението на Хенри, всъщност му дава последната си милостиня от 3200 долара и прекратява комуникацията им. Хенри среща Джими в закусвалня и получава покана да извърши поръчково убийство в друг град. Това е първият път, когато Джими моли Хенри да направи това и Хил осъзнава, че той няма да се върне жив от това пътуване. Хенри решава да сътрудничи на полицията и той и Карън са включени в „Програмата за защита на свидетели“. Хил свидетелства в съда, Пол Сисеро и Джими Конуей са арестувани и осъдени на дълги години затвор. Хенри и семейството му се преместват в невзрачен град някъде в САЩ и започват да живеят живота на „обикновен човек“. Накрая си казва: „Сега не живея, сега просто съществувам“.

## В ролите
| Изпълнител          | Роля                                                                              |
| ------------------- | --------------------------------------------------------------------------------- |
| Рей Лиота           | Хенри Хил                                                                         |
| Кристофър Сероун    | младия Хенри                                                                      |
| Робърт Де Ниро      | Джеймс Конуей – по-възрастния другар на Хенри, гангстер и убиец                   |
| Джо Пеши            | Томи Де Вито – приятелят на Хенри, гангстер, убиец и психопат                     |
| Йосеф Д'Онофрио     | младия Томи                                                                       |
| Лорейн Брако        | Карън Хил, родена Фридман – съпругата на Хенри и съучастничка в престъпна дейност |
| Пол Сорвино         | Пол Сисеро – гангстер и ръководител на една от нюйоркските мафиотски фамилии      |
| Франк Сиверо        | Франки Карбоне – гангстер                                                         |
| Тони Дароу          | Сони Бънц – собственик на ресторант                                               |
| Майк Стар           | Френчи – охранител на летището, работещ за мафията                                |
| Франк Винсент       | Били Батс – гангстер, член на мафиотската фамилия Гамбино                         |
| Чък Лоу             | Морис Кеслър – търговец на перуки, работещ за мафията                             |
| Франк ДиЛео         | Тъди Сисеро – гангстер, по-малкият брат на Пол Сисеро                             |
| Хенри Йънгман       | себе си, американски актьор, цигулар и комик                                      |
| Джина Мастроджакомо | Джанис Роси – любовницата на Хенри Хил                                            |
| Катрин Скорсезе     | майката на Томи Де Вито                                                           |
| Чарлз Скорсезе      | Вини – мафиот                                                                     |
| Сузан Шепърд        | майката на Карън                                                                  |
| Деби Мазар          | Санди – любовницата на Хенри Хил и партньорка в трафика на наркотици              |
| Марго Уинклер       | Бел Кеслер – куриерка на наркотици                                                |
| Джери Вейл          | себе си, американски певец и изпълнител на джаз и популярна музика                |
| Илейн Каган         | майката на Хенри Хил                                                              |
| Бо Стар             | бащата на Хенри Хил                                                               |
| Кевин Кориган       | Майкъл Хил – по-малкият брат на Хенри Хил                                         |
| Майкъл Империоли    | „Спайдър“ – млад барман, работещ за гангстери                                     |
| Роби Винтън         | Боби Винтън – американски поп певец                                               |
| Джон Уилямс         | Джони Роустбиф – гангстер                                                         |
| Илеана Дъглас       | Роузи – приятелка на Томи Де Вито                                                 |
| Франк Пелегрино     | Джони Дио – гангстер                                                              |
| Тони Сирико         | Тони Стакс – гангстер                                                             |
| Самюъл Джаксън      | Парнел Едуардс – бандит, съучастник на италианската мафия                         |
| Пол Херман          | наркодилър                                                                        |
| Едуард Макдоналд    | себе си, американски прокурор и актьор                                            |
| Луис Еполито        | Дебелия Анди – полицай, работещ за италианската мафия                             |
| Тони Лип            | Франки Воп – гангстер                                                             |
| Антъни Пауърс       | Джими Два пъти – гангстер                                                         |
| Вини Пасторе        | Човекът със закачалката – гангстер                                                |
| Тобин Бел           | служител по условно освобождаване                                                 |

## Снимачен процес
- Имената на няколко реални гангстери са променени за филма: Томи ДеСимоун стана Томи Де Вито, Пол Варио стана Пол Сисеро, Джими Бърк стана Джими Конуей. Томи ДеСимоун изчезва през януари 1979 г. и тялото му никога не е намерено. Пол Варио умира на 3 май 1988 г. на 73-годишна възраст от дихателна недостатъчност, причинена от рак на белите дробове, докато е във федералния затвор във Форт Уърт, Тексас. Джими Бърк е имал право на условно освобождаване през 2004 г., но умира от рак на белия дроб през 1996 г., докато е още в затвора.
- Филмът е заснет в Куинс, северната част на щата Ню Йорк, Ню Джърси и части от Лонг Айлънд през пролетта и лятото на 1989 г. Снимките започват в понеделник, 1 май 1989 г.
- Легендарната сцена, в която Томи разказва историята за банковия обир и Хенри му отговаря - „Колко смешно? — Забавлявам ли те? — се основава на реално събитие, преживяно от Пеши. В младостта си Пеши работел като сервитьор и веднъж казал на истински гангстер, че е „забавен“, но в отговор гангстерът едва не грабнал пистолет, за да убие наглия „шегаджия“. Пеши разказал на Мартин Скорсезе за инцидента и режисьорът решил да го включи във филма. Скорсезе не е написал никакъв сценарий, предлагайки Пеши да импровизира колкото е възможно повече и най-важното много грубо, така че в някои моменти Рей Лиота всъщност е уплашен от думите и поведението на Пеши.
- Според актьора Джо Пеши най-трудната сцена за него е сцената на убийството на „Спайдър“. Тя не се получавала, докато не е почувствал същото като героя си Томи. Самата сцена, в която Томи убива „Спайдър“ с множество изстрели в гърдите, е до голяма степен импровизирана от самите актьори. Сценарият е имал само един ред, написан за „Спайдър“: „Защо не отидеш да се хванеш, Томи?“. По време на една от снимките актьорът Майкъл Империоли, който играе „Спайдър“, пада неудобно и наранява тежко ръката си върху счупено стъкло. Майкъл веднага е откаран в спешното отделение, без да има време да премахне сценичния грим, а в болницата лекарите щом видели „огнестрелни рани“ на гърдите на актьора и се опитали да му осигурят медицинска помощ и за тези „рани“.
- Шон Пен, Алек Болдуин, Вал Килмър и Том Круз са разглеждани за ролята на Хенри Хил.
- Картината на майката на Томи на брадат мъж с кучета всъщност е нарисувана от майката на Никълъс Пиледжи и се основава на снимка от броя на списание National Geographic от ноември 1978 г.
- Две седмици преди снимките на истинския Хенри Хил са платени 480 000 долара, за да участва във филма.
- В сцената, в която Джими раздава пари на своите съучастници след обира на Lufthansa, по искане на Робърт де Ниро са използвани истински пари, 5000 долара.
- Когато Пол Сисеро се изправя срещу Хенри, след като Хил е освободен от затвора, актьорът Пол Сорвино импровизира шамара в лицето на Рей Лиота, оттук и истинската реакция на Лиота.
- По време на един от снимките, когато Карън насочва пистолет към лицето на Хенри и той я хвърля на леглото, пистолетът случайно изхвърча от ръката на актрисата Лорейн Брако и уцелва оператора Михаел Балхаус в главата.
- В сцената, в която Сони Бънц се оплаква на Пол Сисеро за тормоза на Томи Де Вито, Мартин Скорсезе тайно насърчава актьора Тони Дароу да импровизира колкото е възможно повече, да не говорим за импровизирането на актьора Пол Сорвино. Така че реакцията на Сорвино към текста, който не е очаквал да чуе, е много искрена.
- Певецът Боби Винтън е изигран във филма от неговия син Роби Винтън, който пее на плейбек песента на баща си.
- Майката на Рей Лиота умира от рак по време на снимките и Лиота използва емоциите от това трагично обстоятелство в някои сцени от филма.
- Всеки тоалет на Робърт де Ниро във филма включва часовник и пръстен на малкия му пръст.
- По време на последната сцена Хенри Хил отваря входната врата и взема вестника, който лежи на прага. Това е вестник Youngstown Vindicator, публикуван в Йънгстаун, Охайо, въпреки че във филма местоположението на Хенри Хил е посочено като Mobtown, USA.
- Думата „fuck“ и нейните производни се използват 321 пъти във филма (средно 2 думи в минута), като половината от тези думи са изречени от героя на Джо Пеши. Към момента на излизането си филмът държи рекорда по използване на нецензурни думи в текста в историята на световното кино. Към 2021 г. обаче филмът вече е на 15-о място по брой псувни.
- Героят „Дебелия Анди“, когото Хенри представя на публиката в бара, се играе от Луис Еполито, бивш детектив от NYPD, чийто баща, чичо и братовчед са били в мафията. През 2005 г. Еполито и неговият партньор от полицията са арестувани и обвинени в рекет, възпрепятстване на правосъдието, изнудване и осем обвинения в убийство. И двамата са осъдени на доживотен затвор плюс осемдесет години.
- Мартин Скорсезе първоначално иска да използва известната песен на Франк Синатра My Way като последна песен, но Синатра не позволява на Скорсезе да закупи правата за използване на песента.
- Актьорът Ал Пачино получава предложение за ролята на Джими Конуей, но я отказва, тъй като не иска да играе „типичен гангстер“. По ирония на съдбата същата година Пачино играе още по-стереотипен гангстер на име Big Boy Caprice в „Дик Трейси“ (1990).
- Актьорът Рей Лиота е на тридесет и пет години по време на снимките, въпреки че неговият реален герой Хенри Хил е само на двадесет и една, когато започва да се среща с бъдещата си съпруга Карън.
- За да влезе по-добре в ролята си, актрисата Лорейн Брако се опитва да се срещне със съпругите на истински гангстери, но опитите ѝ са неуспешни, тъй като тази страна от живота на престъпното общество се оказва напълно затворена за външни лица.
- Хеликоптерът, който следва Хенри цял ден преди ареста му, е Aerospatiale AS355 TwinStar.
- В този филм мафиотът Били Бътс, изигран от актьора Франк Винсент, е убит от гангстера Томи Де Вито, изигран от Джо Пеши. Във филма „Казино“, където и двамата актьори отново участват, ситуацията е наобратно – мафиотът Франк Марино (Франк Винсент) убива Ники Санторо (Джо Пеши).
- Филмът включва бащата и майката на режисьора Мартин Скорсезе. Майка му Катрин играе майката на Томи Де Вито. Чарлз Скорсезе, бащата на режисьора, играе мафиота Вини, който се вижда в два епизода: затворник в затвора, който слага твърде много лук в доматения си сос, и един от мафиотите (с бастун в ръце), който довежда Томи да бъде екзекутиран под прикритието на „посвещаване в „мафията“.
- Рей Лиота отказва ролята на Харви Дент в „Батман“ (1989), за да участва в този филм.
- В документалния филм The Real Goodfellas (2006) истинският Хенри Хил твърди, че по време на снимките Робърт де Ниро му се обаждал седем или осем пъти на ден, за да изясни подробности за характера и поведението на истинския Джими Бърк (във филма Джими Конуей).
- Създателите на филма са много загрижени за филма поради големия брой сцени на насилие и нецензурен език в него. По време на тестовите прожекции филмът получава най-лошия предварителен отговор в историята на студиото, като четиридесет членове на публиката напускат в рамките на първите десет минути на една прожекция. По-късно Мартин Скорсезе казва, че „цифрите са толкова ниски, че е смешно“. Въпреки това филмът е пуснат по кината без никакви промени.
- През 2014 г. обирът на Lufthansa, споменат във филма, е разкрит и повечето от оцелелите бандити са арестувани.
- Три дни преди началото на снимките актьорът Пол Сорвино иска да откаже ролята на Поли Сисеро и дори се обажда на агента си, за да го помоли да договори отказа с Мартин Скорсезе. Агентът на Сорвино моли актьора да помисли един ден, преди да вземе окончателно решение. След като репетира пред огледалото, Сорвино най-накрая открива онзи „леден поглед на мафиот, който е свикнал да решава проблемите на живота и смъртта на околните“ и участва в снимките.
- Когато Мартин Скорсезе за първи път прочита книгата на Никълъс Пиледжи „Умникът“, той веднага се вдъхновява да направи гангстерски филм и веднага се обажда на автора с думите: „Цял живот съм чакал тази книга“, на което Пиледжи отговаря: „А аз цял живот чаках това телефонно обаждане“.
- Актьорът Тони Дароу, който играе собственик на ресторант, работи в истинския Bamboo Lounge, където са се мотаели истинският Хенри Хил и неговите приятели гангстери.
- Според Рей Лиота, Робърт де Ниро и Тина Синатра веднъж са поставили фалшива отрязана конска глава в неговия трейлър като вид „инициация“ за филм за мафията.
- Във филма Хенри Хил казва на публиката, че той и Джими никога не биха могли да бъдат членове на мафиотското семейство, защото не са били чистокръвни италианци. Това правило действително съществува, но е променено през 2000 г. от „Комисията“ (шефовете на петте престъпни „семейства“ на Ню Йорк). Сега престъпник може да стане член на „семейството“, при условие че баща му е от италиански произход и фамилното му име е италианско. Изненадващо, дори при новите условия на „приемане в мафията“, Хенри и Джими пак нямаше да работят, тъй като бащата на Хенри във филма е ирландец, а „Конуей“, фамилното име на Джими, не е италианско.
- Във филма Хенри и Томи са показани като много близки приятели, които прекарват много време заедно. В реалния живот най-добрият приятел на Хенри е Поли младши, синът на Пол Сисеро (в реалния живот – Пол Варио).
- Актрисата Лорейн Брако иска да се използват истинските бижута за героинята ѝ Карън. Дизайнерът на филма наема скъпи златни и скъпоценни камъни бижута, така че въоръжените охранители от бижутерския магазин винаги присъстват на снимачната площадка по време на снимките, когато участват тези бижута.
- Името „Томи Де Вито“ не е избрано случайно от Джо Пеши: близкият приятел на Пеши, водещият китарист на групата The Four Seasons, носи точно същото име.
- През 2000 г. Библиотеката на Конгреса на Съединените щати избира филма за включване в Националния филмов регистър заради неговото „културно, историческо и естетическо значение“.
- Двете реални дъщери на Лорейн Брако играят Джуди Хил, дъщерята на Хенри на различна възраст. Марго Герард играе Джуди на 10-годишна възраст, а Стела Кайтел, дъщерята на Харви Кайтел, играе Джуди на 5-годишна възраст.
- Къщата, в която Томи Де Вито е „убит“, се намира на 80-а улица и Шор Роуд в квартал Бей Ридж в Бруклин, Ню Йорк. Интериорът на къщата е пресъздаден в студио, тъй като сцени, заснети на място, са отхвърлени от режисьора.
- Според една упорита легенда, истинският гангстер Джими Бърк бил толкова доволен, че Робърт де Ниро го играе, че му се обадил от затвора, за да изрази възхищението си. И Никълъс Пиледжи, и самият Де Ниро отричат този факт, но признават, че по време на снимките наблизо е имало хора, които са познавали добре всички главни герои. Тези „неназовани“ хора (най-вероятно истински гангстери или мафиози) са поканени на снимките от самия Мартин Скорсезе, за да може във всеки един момент да получи „квалифицирани“ съвети за живота на престъпната общност.
- В реалния живот показанията на Хенри Хил срещу някои от най-влиятелните членове на мафиотското семейство Лукезе водят до повече от петдесет ареста.
- Актьорът Кристофър Сероун, който играе младия Хенри, носи сини контактни лещи, които съответстват на сините очи на Рей Лиота. Очите на Сероун всъщност са кафяви.
- Действието на филма се развива от 1955 до 1980 г.
- Филмът съдържа четиридесет и три песни, което е еквивалентно на около четири пълнометражни музикални албума.
- Легендата гласи: „Никога не предавай приятелите си и дръж устата си затворена“ е част от тайното обещание на мафията, което членовете на престъпната организация рецитират в началото на срещите си.
- Телефонният номер на компанията за перуки на Морис Кеслър е 555-4247.
- Филмът е включен в списъка „1001 филма, които трябва да видите, преди да умрете“, съставен от Стивън Шнайдер.
- Дългият кадър в нощния клуб Copacabana се появява поради практически проблем: създателите на филма не можаха да получат разрешение да снимат през главния вход, което ги принуждава да снимат през задния вход. Скорсезе избира да заснеме сцената в един непрекъснат кадър, за да символизира, че целият живот на Хенри е пред него, коментирайки: „Това е неговото съблазняване на Карън, а също и начинът на живот, който го съблазнява.“ Самата сцена е заснета осем пъти, не поради грешки на оператора, а защото комикът Хени Йънгман непрекъснато бъркал репликите си.
- За да осигури рейтинг „R“ от MPAA, Мартин Скорсезе трябвало да премахне от филма 10 „кървави“ сцени, съдържащи убийство или насилие.
- „Добри момчета“ е най-скъпият филм на Скорсезе до тогава.
- По време на снимките на сцените, в които телата на убитите съучастници на Джими са открити в кола, контейнер за боклук и камион за месо, Скорсезе решава „Layla“ Derek and the Dominos да звучат силно на снимачната площадка.
- По пътя към и от снимачната площадка, Лиота слуша аудиозаписи на ФБР на Хил, за да се упражнява да говори като самия Хил.
- Скорсезе първоначално озаглавява филма  „Умникът“, но той и Пиледжи по-късно решават да променят заглавието на своя филм на „Добри момчета“, тъй като два други проекта, филмът на Браян де Палма от 1986 г. „Умни момчета“ и телевизионният сериал „Умни момчета“ от 1987 – 1990 г., използват подобни имена.
- Чък Лоу, който играе Морис Кеслър, всъщност не е актьор, а брокер на недвижими имоти, и дълги години работи с Де Ниро.
- Актьорите се запознават с истинския Хенри Хил само няколко седмици преди премиерата на филма. Мартин Скорсезе не иска Рей Лиота да има какъвто и да е контакт с истинския Хенри Хил преди снимките и не иска Хил да влияе на Лиота по какъвто и да е начин.
- В коментара на филма Хенри Хил казва, че все още сънува кошмари как той, Томи и Джими убиват Били Батс.
- Рей Лиота описа как е протекло заснемането на неговия разказ от първо лице – актьорът е бил в една стая и просто е рецитирал текста на друг човек.
- Когато на Робърт де Ниро е предложена роля във филма, Скорсезе му дава избор между две роли: Джими Конуей или Томи Де Вито, а Де Ниро избира Конуей.
- Първоначално Мартин Скорсезе планира да направи този филм преди „Последното изкушение на Христос“ (1988). Но когато филмът Христос е финансиран, Скорсезе забавя снимките на „Добри момчета“ с една година.
- Бившият прокурор Едуард Макдоналд се появява във филма като себе си, пресъздавайки разговор, който е имал с Хенри и Карън Хил за поставянето на двойката в „Програмата за защита на свидетели“.

## Награди и номинации
| Категория                           | Номиниран(и)                      | Резултат                |
| Оскар (25 март 1991 г.)             | Оскар (25 март 1991 г.)           | Оскар (25 март 1991 г.) |
| ----------------------------------- | --------------------------------- | ----------------------- |
| Най-добра поддържаща мъжка роля     | Джо Пеши                          | награда                 |
| Най-добър филм                      | Най-добър филм                    | номинация               |
| Най-добър режисьор                  | Мартин Скорсезе                   | номинация               |
| Най-добър адаптиран сценарий        | Никълъс Пиледжи и Мартин Скорсезе | номинация               |
| Най-добър филмов монтаж             | Телма Шунмейкър                   | номинация               |
| Най-добра поддържаща женска роля    | Лорейн Брако                      | номинация               |
| Награда на БАФТА (17 март 1991 г.)  |                                   |                         |
| Най-добър филм                      | Най-добър филм                    | награда                 |
| Най-добри костюми                   | Най-добри костюми                 | награда                 |
| Най-добра режисура                  | Мартин Скорсезе                   | награда                 |
| Най-добър адаптиран сценарий        | Никълъс Пиледжи и Мартин Скорсезе | награда                 |
| Най-добър филмов монтаж             | Телма Шунмейкър                   | награда                 |
| Най-добра кинематография            | Михаел Балхаус                    | номинация               |
| Най-добър актьор в главна роля      | Робърт Де Ниро                    | номинация               |
| Златен глобус (19 януари 1991 г.)   |                                   |                         |
| Най-добър филм – драма              | Най-добър филм – драма            | номинация               |
| Най-добър режисьор                  | Мартин Скорсезе                   | номинация               |
| Най-добър сценарий                  | Никълъс Пиледжи и Мартин Скорсезе | номинация               |
| Най-добър актьор в поддържаща роля  | Джо Пеши                          | номинация               |
| Най-добра актриса в поддържаща роля | Лорейн Брако                      | номинация               |